# 俏螳属
俏螳属（学名：Callibia）是棘眼螳科下的一个属。

## 下属物种
本属包括以下物种：
- 丽矛螳 Callibia diana Stoll, 1813
- Callibia spec (Stoll, 1813)